# Festa di san Rocco (Palmi)
La festa in onore di san Rocco è un evento religioso e civile che si svolge annualmente a Palmi, il 16 agosto.
È l'evento annuale più importante della città ed uno dei più importanti della Calabria. La festa richiama migliaia di fedeli da tutti i centri vicini della città metropolitana di Reggio Calabria, e fa registrare il ritorno in città di numerosi emigrati. Inoltre l'evento è elencato dall'Istituto Centrale per la Demoetnoantropologia di Roma tra le feste principali d'Italia, ed è rinomato anche per il «corteo degli Spinati». Il corteo negli anni ha ricevuto l'attenzione di emittenti televisive e quotidiani nazionali come Rai, Mediaset, TV2000 e La Stampa, che hanno pubblicato documentari o articoli sulla festa. Nel 2010 le Poste Italiane hanno celebrato l'evento con un annullo filatelico speciale.
San Rocco è riconosciuto attualmente quale compatrono e protettore della città di Palmi.

## Storia
(Domenico Ferraro)
Nella visita ex limina effettuata nel 1586 dal vescovo della diocesi di Mileto monsignor Marco Antonio Del Tufo, si rileva l'esistenza a Palmi di una chiesa di san Rocco con, sull'altare maggiore, un dipinto del santo francese, e di una confraternita a lui dedicata. La descrizione del luogo di culto fu la seguente:
Il culto di san Rocco era stato probabilmente introdotto in città in precedenza, forse a seguito di un evento catastrofico quale un terremoto o lo scoppio di un'epidemia di peste o di colera.
Del 12 maggio 1623 è un breve apostolico di Papa Gregorio XV relativo agli altari privilegiati, in cui è citato che in Palmi la chiesa di san Rocco veniva regolarmente officiata da cinque sacerdoti.

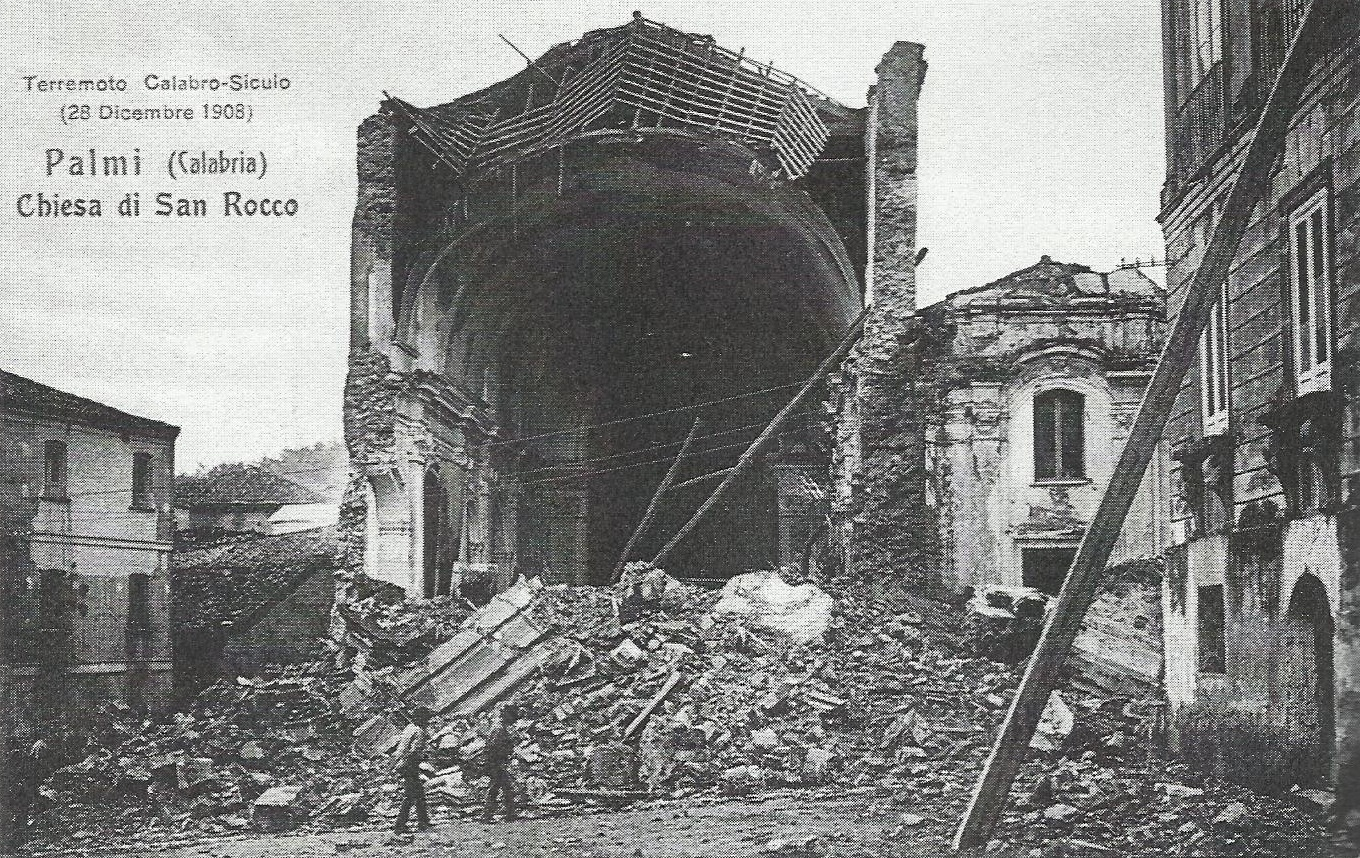
L'antica chiesa di san Rocco, danneggiata dal terremoto del 1908, con accanto l'oratorio dell'Immacolata

Nel 1656, la devozione verso san Rocco ebbe un forte impulso, perché proprio a lui si rivolsero i palmesi durante l'epidemia di peste di quell'anno, che colpì duramente tutta la Calabria. Dello stesso secolo è anche la statua di san Rocco a tutt'oggi al centro delle celebrazioni.
Nel 1777 il culto di san Rocco a Palmi venne associato a quello dell'Immacolata Concezione, con l'unione delle due rispettive confraternite nella nuova Venerabile congrega di Maria Santissima Immacolata e del glorioso San Rocco, che aveva il compito, tra gli altri, di celebrare le festività dei due santi titolari.
Nel settembre 1837 in città si propagò il colera, portando in pochi giorni alla morte 325 persone su una popolazione di circa 8.700 abitanti. Quando la malattia cessò di provocare morti, i palmesi ritennero che questo fosse dovuto ad un miracolo operato da san Rocco e, come ringraziamento, portarono la statua del santo in processione per le vie della città.
A metà del XIX secolo, viene confermata al 16 agosto la celebrazione di una festività a Palmi dedicata a san Rocco, nella «chiesa a lui stesso dedicata» quale «secondo protettore della città». Inoltre le cronache riportano che oltre alla molte offerte in chiesa, «la statua non vi rientra dalla processione se non ricca di doni».
L'importanza della devozione palmese verso san Rocco viene attestata anche nella ricorrenza del primo centenario del terremoto del 5 febbraio 1783 quando, all'interno delle celebrazioni, fu portata la statua del santo in processione assieme a quella di san Nicola, dalla chiesa madre fino alla piazza Vittorio Emanuele.
Nella notte che seguì il terremoto che colpì la città di Palmi la sera del 16 novembre 1894, la statua di san Rocco venne trasportata in processione nella piazza principale, assieme alle altre effigi venerate dal popolo palmese.
Il terremoto del 1908 recò gravi danni alla chiesa di san Rocco e la statua del santo venne collocata in una nuova cappella in legno e lamiere, tuttora esistente, costruita per l'occasione.
Nel secondo dopoguerra la devozione verso san Rocco e l'Immacolata Concezione venne unita ulteriormente con la collocazione delle due statue in un'unica nuova chiesa intitolata ad entrambi. La statua del santo di Montpellier venne posta in una cappella laterale. Nei decenni seguenti il luogo di culto venne arricchito di altre due immagini di san Rocco, consistenti in due grandi pitture di quadri ad olio, raffiguranti episodi della vita del santo, opere di Maurizio Carnevali.
In occasione della festa del 2010, nella piazza antistante la chiesa è stata inaugurata una fontana monumentale, detta Fonte di San Rocco, anch'essa opera dell'artista Maurizio Carnevali su progetto dell'architetto Carmelo Bagalà.
Durante la processione del 2016, in concomitanza con il Giubileo straordinario della misericordia, la statua di san Rocco è stata trasportata dentro il duomo cittadino, per l'occasione «chiesa giubilare».
La festa del 2020, causa le restrizioni sanitarie imposte per contrastare la pandemia di COVID-19 in Italia, è stata celebrata nel più ampio duomo cittadino, con il trasporto della statua di san Rocco nella stessa chiesa madre nei giorni dell'evento.

## La statua

### Storia
L'attuale statua di san Rocco venerata a Palmi è un'opera del XVII secolo di autore sconosciuto, presumibilmente di scuola napoletana o calabrese.
Nel 1985 vennero evidenziate delle screpolature della statua e pertanto la Venerabile congrega di Maria Santissima Immacolata e del glorioso San Rocco, a seguito anche di esami, commissionò un'identica copia dell'effigie a dei maestri del legno di Ortisei. La copia doveva essere utilizzata per la processione, preservando quella originale secolare, e la scelta comportò polemiche tra i fedeli. La copia realizzata però non fu valutata, dalla congrega e dal "Comitato festeggiamenti San Rocco", come identica all'originale e di conseguenza non venne comprata. Questo episodio fece abbandonare l'idea di una sostituzione della statua secolare con una copia.
La statua fu invece oggetto di restauro nel luglio 2006, ad opera del restauratore Graziadei Tripodi. L'opera venne riconsegnata alla venerazione dei fedeli il 7 agosto 2006.
Un secondo restauro è stato eseguito tra Febbraio e Agosto 2024.

### Descrizione
(Prima strofa di un antico canto popolare palmese che loda San Rocco descrivendo la statua in ogni sua parte.)
L'opera policroma raffigurante san Rocco è realizzata, con proporzioni a grandezza naturale, in legno di tiglio scolpito e dipinto ripercorrendo l'iconografia classica con la quale è rappresentato il pellegrino di Montpellier. La carnosità delle parti scoperte e le ampie pieghe dei vestiti riportano ad uno stile barocco, anche se in minima parte.
Fanno da corredo alla statua il cane (XVII secolo) e una borraccia (XVII secolo), anch'essi realizzati in legno di tiglio scolpito e dipinto probabilmente insieme alla statua del santo, l'aureola (XIX secolo) e il bordone da pellegrino (1826), questi ultimi due opera di bottega napoletana.
Solo per la giornata del 16 agosto, la statuetta in legno del cane e la borraccia in legno vengono sostituite con delle copie più pregiate, opera di scuola napoletana e databili agli anni trenta del XIX secolo. Inoltre la statua viene adornata con ulteriori paramenti: un cappello del 1837, una collana con medaglione, una conchiglia (XIX secolo) e una croce sul petto.

### Collocazione

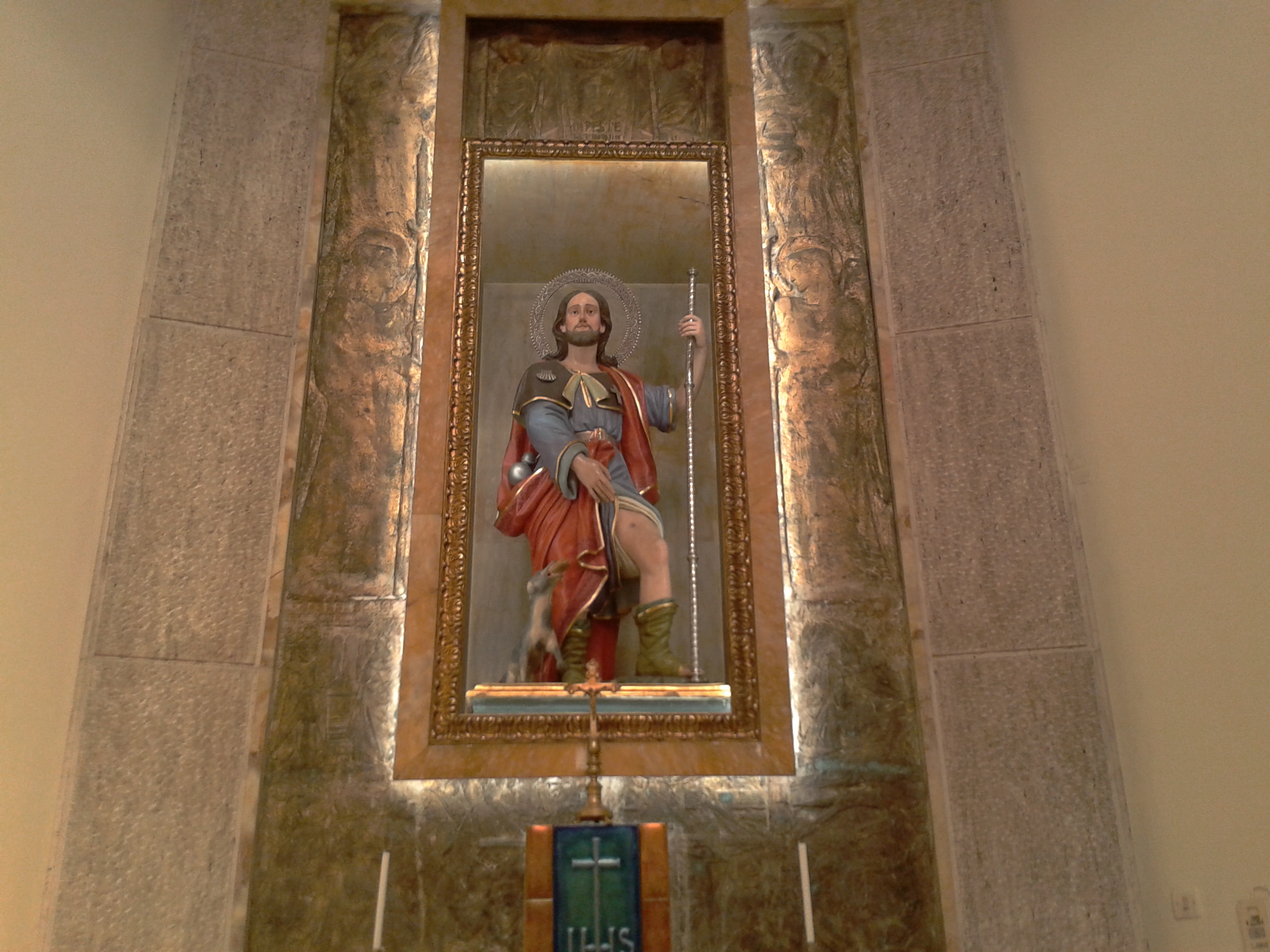
L'altare laterale di san Rocco.

Durante l'anno la statua di san Rocco è conservata nella chiesa di Maria Santissima Immacolata e San Rocco, in una nicchia posta sopra l'altare della cappella sinistra, dedicata al santo francese. 
Questo altare venne realizzato nel 1962 dall'artista Alessandro Monteleone in marmo e bronzo sbalzato e vi sono rappresentate la Salita al Calvario, l'Orazione di Cristo nell'orto degli ulivi, il Volto di San Rocco, una figura maschile sofferente, la Crocifissione di Cristo, l'Ultima Cena, il Sacrificio eucaristico e angeli.
La collocazione del simulacro di san Rocco nell'omonima cappella laterale è avvenuta con la realizzazione della chiesa attuale, che unisce il culto del santo a quello dell'Immacolata Concezione. Nei precedenti luoghi di culto che sorgevano nello stesso sito e dedicati esclusivamente al santo di Montpellier, distrutti dai vari terremoti nel corso dei secoli, la statua di san Rocco era posizionata sopra l'altare maggiore. Tra l'altro si ha notizia che, nei secoli passati, uno di questi altari maggiori di san Rocco venne realizzato dall'artista Antonello Gagini. La scelta del posizionamento della statua sopra l'altare maggiore venne effettuata anche nella chiesa provvisoria in legno e lamiere che fu realizzata dall'altro lato della piazza san Rocco, che custodì l'effige del santo nel periodo compreso tra il terremoto del 28 dicembre 1908 e la fine della Seconda guerra mondiale.

### La base processionale
La base processionale, localmente chiamata "varetta" quale diminutivo di vara, ha la funzione di supporto per il trasporto della statua di san Rocco in processione per le vie cittadine, il 16 agosto, e di esporre l'icona alla venerazione dei fedeli nei giorni della festa. La varetta è in legno intagliato e dipinto con i colori verde e oro, realizzata nel XVIII o XIX secolo ad opera di maestranze locali.
insieme al simulacro di San Rocco il fercolo è stato restaurato e riportato al colore originale (bianco).
Il fercolo è riposto durante l'anno nella navata della chiesa, addossato alla parete laterale sinistra, vicino alla base processionale da secoli utilizzata per il trasporto a spalla in processione della statua di Maria Santissima Immacolata l'8 dicembre anche se, negli ultimi anni, è stata utilizzata la varetta di san Rocco anche per il trasporto del simulacro della Vergine.
Il giorno della festa la base processionale viene addobbata di fiori e le vengono inserite alla base due stanghe in legno di sei metri ciascuna rivestite di cuscini, che servono ai "Portatori di san Rocco" per alzare e trasportare a spalla il fercolo in processione.

### I portatori
Il compito del trasporto a spalla per le vie cittadine della base processionale sulla quale è posta la statua di san Rocco spetta a trenta portatori, dei quali ventiquattro posizionati sotto le due stanghe, quattro direttamente sotto la varetta più altri due denominati "timonieri", uno davanti e uno dietro alla varetta stessa, che hanno il compito di dare indicazioni sulle manovre da effettuare durante il percorso processionale.
Anticamente sotto le stanghe vi erano altri quattro portatori in più di quelli attuali, poiché la varetta era più pesante in funzione del posizionamento alla base di una grata di ferro che reggeva pesanti ceri.
I portatori appartengono principalmente alla Venerabile congrega di Maria Santissima Immacolata e del glorioso San Rocco e la loro divisa, in occasione della processione, è composta da pantaloni jeans ed una maglietta bianca con l'effigie di san Rocco. Nel corso degli anni le magliette bianche della divisa hanno subito varie modifiche di rappresentazione dell'immagine di san Rocco, passando dalle più antiche che riportavano la statua disegnata in colore blu a quelle più recenti che ne mostrano la riproduzione fotografica. 
Sotto le stanghe il posto di ogni portatore è assegnato e viene ereditato e tramandato di padre in figlio o comunque all'interno della famiglia. Seguono la base processionale ulteriori portatori in sostituzione, durante il tragitto, di quelli sotto le stanghe. Spesso questa sostituzione avviene per un voto da adempiere.

## Tradizioni religiose

### Le funzioni religiose
Le funzioni religiose cominciano il 7 agosto con l'inizio della novena dedicata a san Rocco, celebrata ogni giorno nell'omonima chiesa. Invece nella mattinata del 16 agosto le celebrazioni eucaristiche vengono svolte ad ogni ora, con un'alta partecipazione popolare da parte della cittadinanza.

### La «calata di san Rocco»

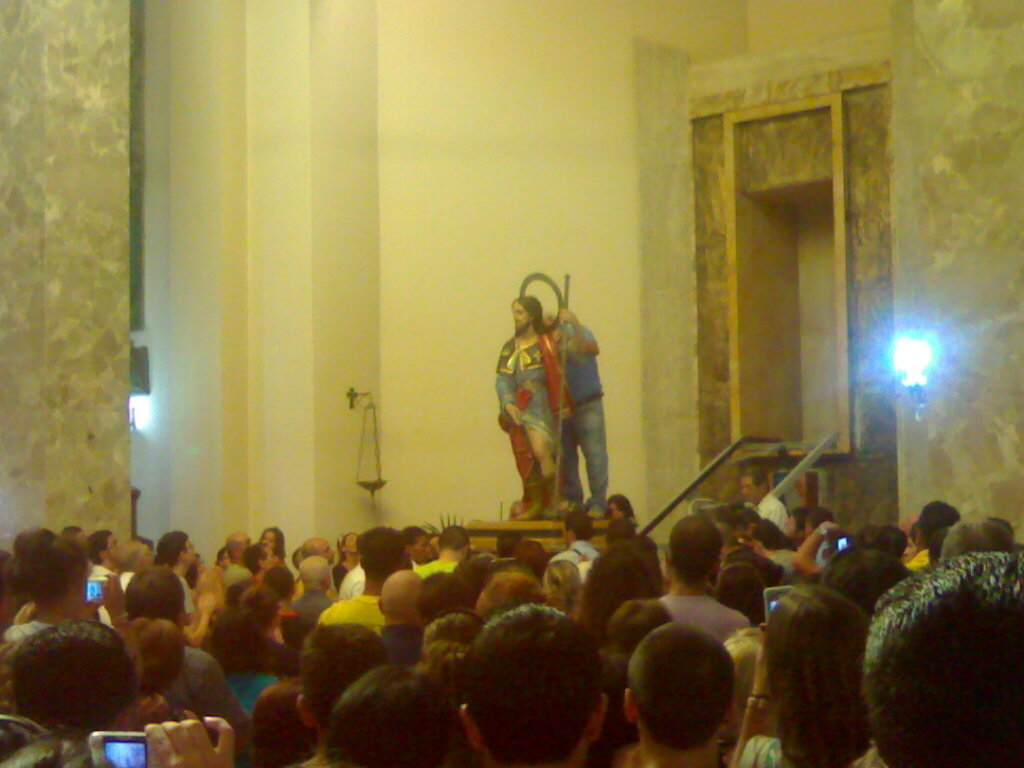
Alcune fasi della «calata di san Rocco».

Il 12 agosto tradizionalmente avviene quella che è comunemente chiamata la «calata di san Rocco», che consiste nell'esposizione della statua, per i giorni della festa, alla venerazione dei fedeli.
La traslazione del simulacro di san Rocco avviene, alle ore 17.30 in punto, tramite una particolare attrezzatura meccanica (un carrello mobile) collegata da un lato alla base della nicchia e dall'altro alla varetta in legno. La statua viene spostata, dal priore della congrega, dalla nicchia alla piattaforma del carrello mobile e successivamente questa piattaforma viene scesa lentamente, tramite una manovella, fino alla quota del piano della varetta. La statua viene quindi spolverata e traslata dalla piattaforma alla base processionale e fissata a quest'ultima con quattro bulloni. A questo punto il fercolo con la statua di san Rocco viene posizionato a lato destro del presbiterio. Queste operazioni richiedono particolari attenzioni, con manovre adatte, per evitare danneggiamenti alla secolare statua. L'esposizione della scultura alla venerazione dei fedeli si protrae fino all'ultima decade di agosto.
Dagli anni novanta la «calata di san Rocco» è divenuto l'evento principale della festa dopo la processione per le vie cittadine del 16 agosto. La discesa del simulacro avviene infatti davanti ad una numerosa presenza di fedeli che gremisce la chiesa tra preghiere, canti ed applausi.

### La mattina della festa
All'alba del 16 agosto il priore della congrega procede alla vestizione della statua del santo con i paramenti pregiati che fanno parte del «tesoro di san Rocco».  Mentre all'interno della chiesa vengono svolte le celebrazioni religiose, per le vie della città due bande musicali "allietano" la popolazione suonando brani di repertorio. 
Nello scorso secolo, fuori la sede della congrega, veniva esposto un pannello sul quale erano affissi i soldi pervenuti dagli emigrati palmesi in Australia, America e Canada che contribuivano con le loro offerte alla realizzazione della festa.
Negli anni in cui viene celebrata la festa della Varia di Palmi, dal 2013 inserita nel Patrimonio orale e immateriale dell'umanità dell'UNESCO, nel centro storico di Palmi la mattina del 16 agosto avviene anche la «Calata du Cippu», evento che da inizio alla suddetta festa.

### La processione

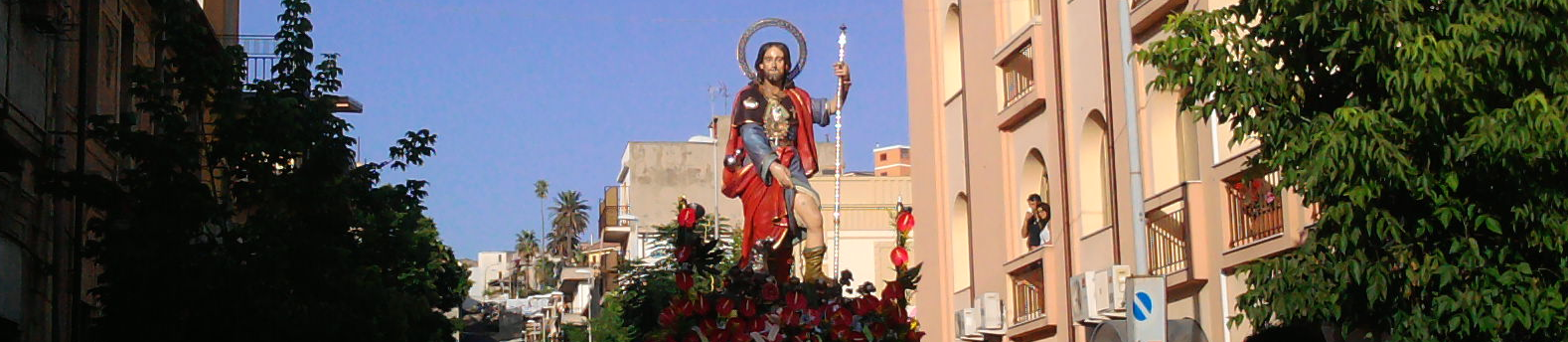
La statua durante la processione.

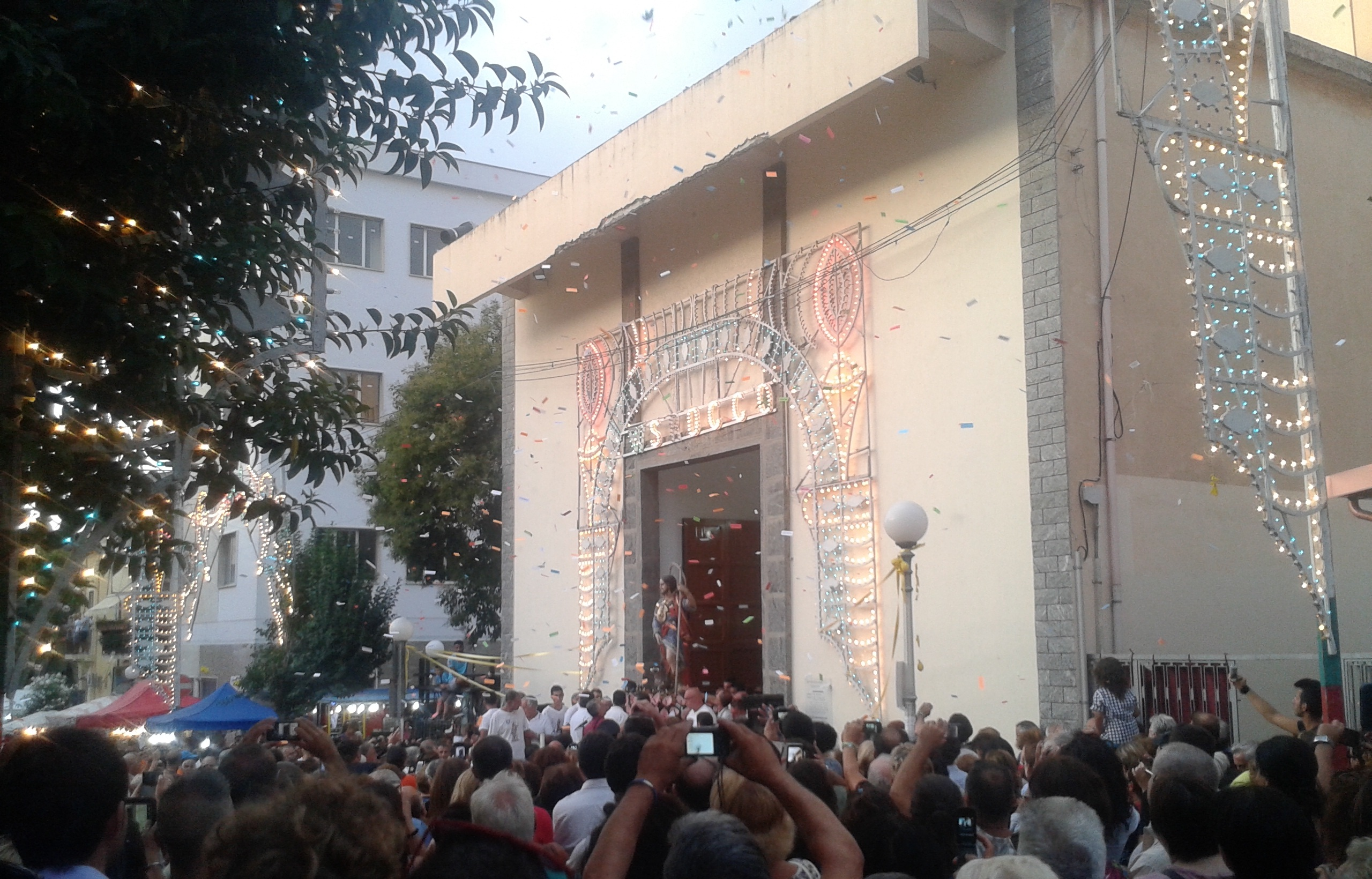
L'uscita della varetta di san Rocco dalla chiesa.

Alle ore 18.00 in punto del 16 agosto inizia l'evento principale di tutta la festa, che consiste nella tradizionale e secolare processione della statua di san Rocco per le vie cittadine, con il «corteo degli Spinati». 
La processione, che ha un percorso di oltre 7 chilometri ed una durata di circa 4 ore e mezza, nell'ultima parte del tragitto raggiunge circa gli 800 metri di lunghezza non mostrando, a chi vi sta partecipando, né l'inizio né la fine del corteo stesso. Ciò in funzione dell'alta partecipazione di fedeli, che fa seguito alla secolare devozione popolare di Palmi verso la figura di san Rocco.

#### Il «Corteo degli spinati»
(Domenico Zappone)

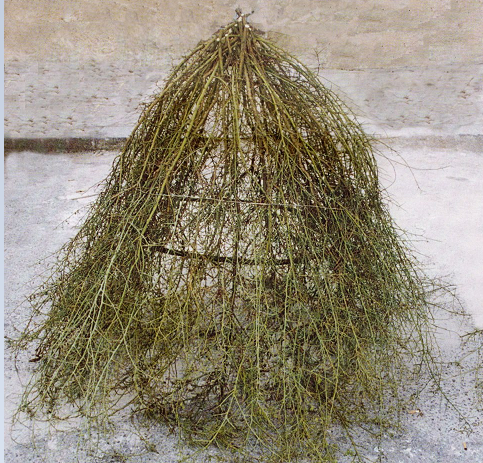
Modello di spalas usata durante la processione.

Gli «Spinati di Palmi» sono uomini penitenti che, per ex-voto, rimangono a torso nudo durante il percorso della processione di san Rocco indossando una cappa di spine chiamata spalas.
Le spalas sono formate da rami pungenti di ginestra selvatica che vengono tagliati alla base della pianta e legati tra di loro con canne, salici e vermene in modo da formare una sorta di nassa conica con cerchi decrescenti. Talvolta la punta del cono, dove poggia la testa, viene protetta internamente da una piccola ciambella in tessuto. Le donne, solitamente, "vestono" solo una corona, sempre di rami di ginestra selvatica con spine, a ricordo di quella "indossata" da Gesù Cristo sulla Croce, ma, volendo, possono anche indossare la spalas.
I penitenti, il giorno prima della festa, raccolgono i rami di ginestra dalle campagne lungo il costone del monte sant'Elia e costruiscono loro stessi la propria spalas.
Questa cappa di spine viene poi indossata dai penitenti, con l'aiuto dei familiari, e ricade dal capo dello «spinato» fino al suo bacino. In conseguenza della loro architettura, le spine tendono a lacere la pelle facendone uscire il sangue. Solitamente tutti gli Spinati stringono al petto, sotto le spalas, un'immagine della statua di san Rocco tenendo le braccia incrociate. I pantaloni indossati per il corteo devono essere di colore bianco ed inoltre i penitenti devono procedere scalzi.
Questo tipo di ex-voto avviene con la promessa verso il santo di indossare in processione la corona o la spalas per una volta o per tutta la vita.
Prima dell'inizio della processione gli Spinati, che in passato erano annualmente oltre trecento, hanno il compito di entrare in chiesa, rendere omaggio al santo inginocchiandosi davanti alla statua, per poi procedere durante il corteo disposti in due file indiane ai lati della strada. Al più anziano spinato spetta il primo posto nella fila. Al termine della processione, i penitenti tolgono le rispettive cappe per accatastarle nella piazza San Rocco, da dove poi verranno smaltite.
(Antica preghiera degli Spinati.)
Una copia di queste spalas può essere ammirata durante tutto l'anno nel museo di etnografia e folklore "Raffaele Corso" di Palmi.
Questa particolare forma di fede e di tradizione in passato ha spesso attirato l'attenzione di studiosi di scienze etnoantropologiche e di religioni.

#### La composizione ed il percorso

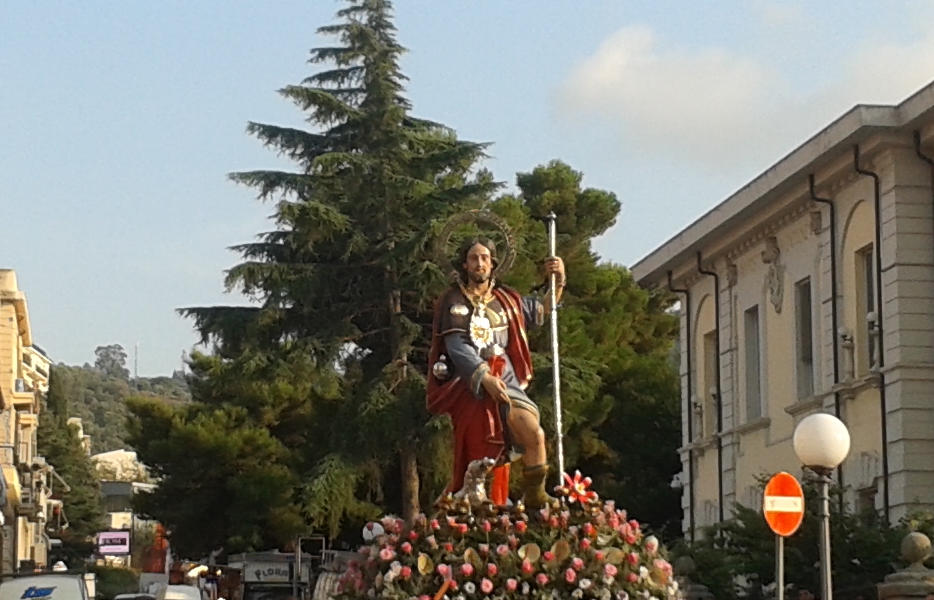
La varetta di san Rocco in via Pugliese.

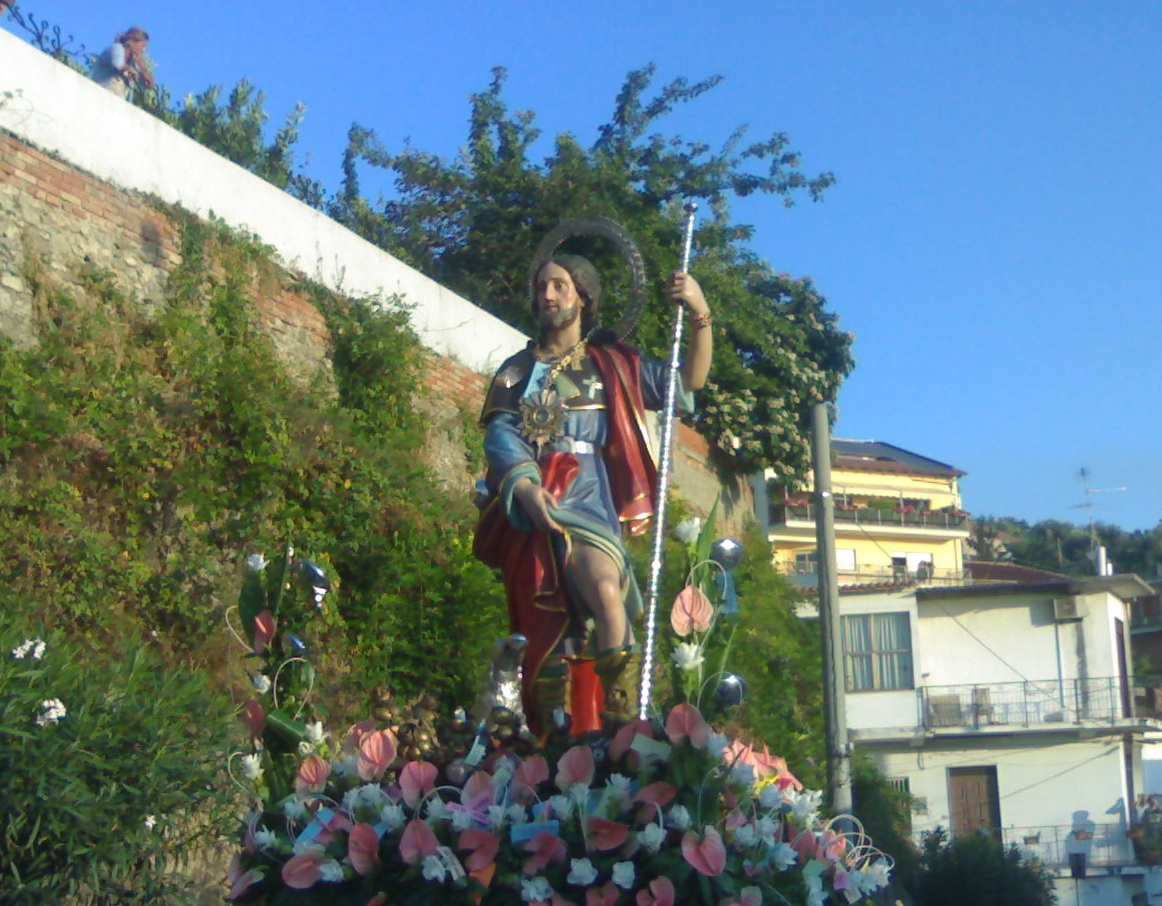
La processione di san Rocco in via del Concordato.

La composizione della processione, elencata in ordine di sfilata, è la seguente:
- palio e "complesso dei tamburinari". La processione è aperta, come spesso accade in Calabria, da un complesso di tamburinari che eseguono un ritmo scandito per tutto il percorso.[6] Il palio, che viene roteato al passaggio del corteo nelle piazze,[53] è di colore rosso cremisi ed ha raffigurato il monogramma "M" della Madonna della Lettera, patrona della città;
- corteo degli Spinati;
- fedeli scalzi con ceri votivi;[45][54]
- congreghe cittadine, con stendardi e rappresentanti delle stesse;
- gonfalone civico di Palmi, con sindaco e rappresentanza dell'amministrazione comunale, del Consiglio comunale e degli organi provinciali;[53]
- Venerabile congrega di Maria Santissima Immacolata e del glorioso San Rocco, con stendardo, Crocifisso e rappresentanza dei congregati (in abito processionale);
- parroco e clero;
- vara con il simulacro di san Rocco;
- due bande musicali. Le due bande eseguono alternandosi, lungo tutto il tragitto, delle marce militari,[53] poiché questi brani hanno un ritmo ben scandito che serve a sincronizzare il passo dei 'mbuttaturi, che trasportano a spalla la varetta a pochi centimetri di distanza l'uno dall'altro. Per tradizione la prima marcia suonata dalla banda, all'uscita della varetta di san Rocco dalla chiesa, è la "Vibonese" opera del maestro Nino Ippolito[55];
- fedeli.

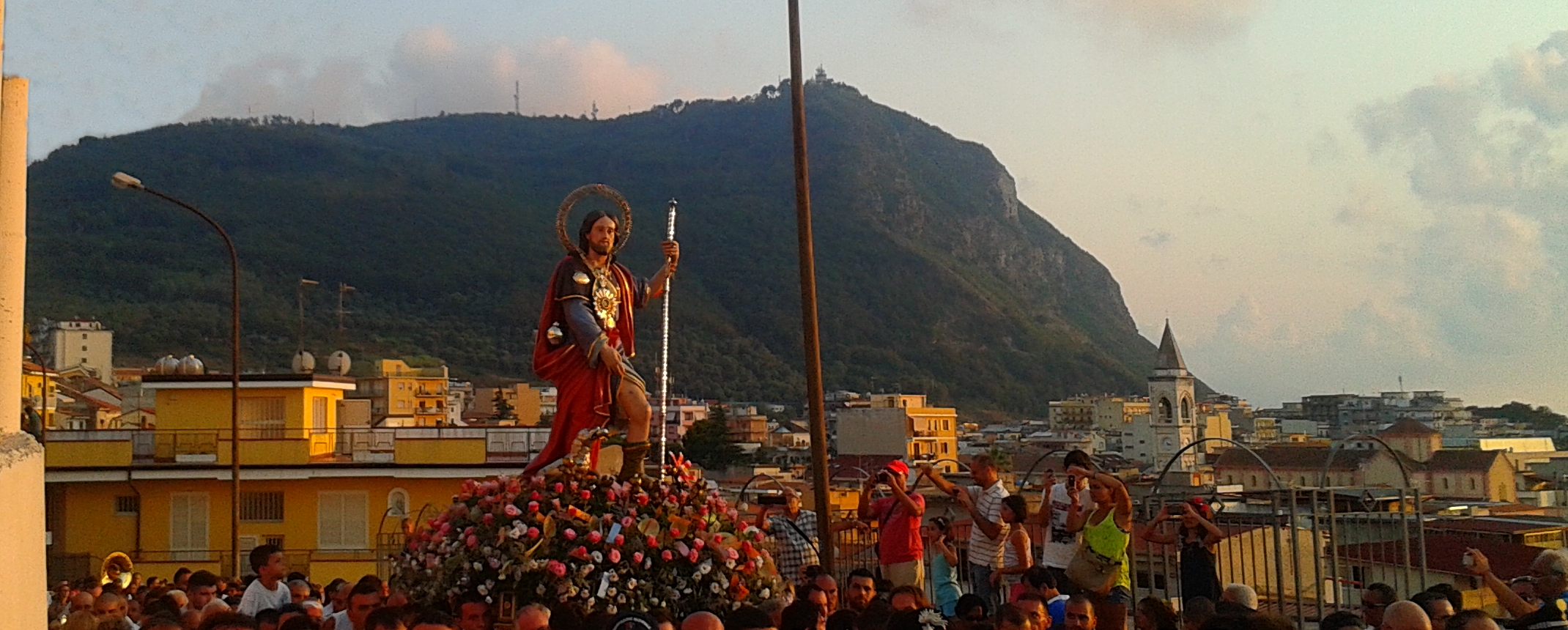
La processione di San Rocco davanti alla chiesa del Rosario.

Il percorso della processione si sviluppa principalmente per le vie del centro storico cittadino, effettuando una deviazione verso la parte alta della città per raggiungere l'ospedale civile ed il rione Trodio. Durante il suo tragitto, la processione attua un percorso che le consente di far sostare l'effigie di san Rocco di fronte a molte delle istituzioni religiose e civili della città di Palmi. Infatti, oltre al già citato ospedale, il corteo passa davanti a tutte le chiese del centro storico, agli uffici di curia della diocesi di Oppido Mamertina-Palmi, al municipio, alla caserma dei carabinieri, al commissariato di Polizia di Stato ed al tribunale.
In molte strade percorse dalla processione vengono esposti dalla cittadinanza degli striscioni, attaccati ai balconi e/o alle finestre e sospesi sopra la carreggiata stradale, recanti la scritta "W San Rocco". Inoltre, al passaggio dell'effigie del santo, i fedeli che sostano nei balconi lanciano verso il simulacro piccole strisce di carta colorata riportanti scritte di preghiere e/o entusiastiche verso la figura di san Rocco, creando spesso un effetto scenografico.
All'arrivo e sosta della processione in piazza I Maggio, da alcuni anni viene effettuata da un palco una benedizione eucaristica, alla quale fa seguito uno spettacolo pirotecnico. Da qui la processione riparte lungo il percorso stabilito per fare ritorno in chiesa.

## Tradizioni civili

### Le luminarie

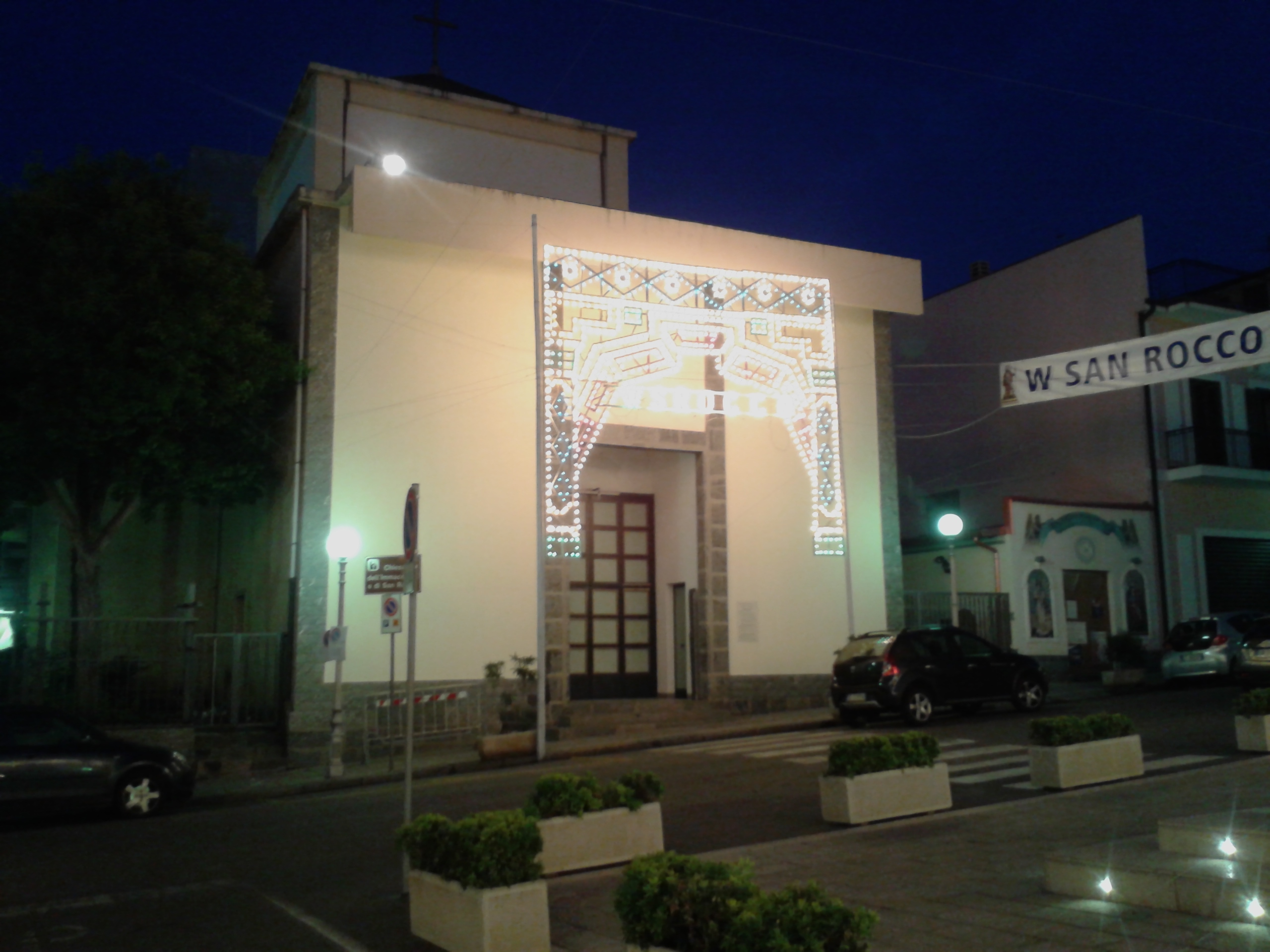
La chiesa con le luminarie del 2013.

In occasione della festa le principali vie e piazze del centro storico di Palmi vengono addobbate con luminarie. Le serate di accensione delle luminarie corrispondono tradizionalmente ai giorni 14, 15 e 16 agosto, ad eccezione delle luminarie poste sulla facciata della chiesa, accese per tutto il periodo della novena. Le luminarie sono collocate lungo il corso Giuseppe Garibaldi, il corso tenente Aldo Barbaro, la via Roma e nelle piazze I Maggio, della Libertà e Cavour, oltre alla via san Rocco ed alla piazza san Rocco sulle quali prospetta la chiesa.

### La fiera di san Rocco
La fiera di san Rocco è un evento cittadino collaterale alla festa in onore di san Rocco. La fiera viene svolta per le vie del centro storico, nei giorni compresi tra il 10 agosto e la domenica seguente al 16 agosto. È una fiera composta principalmente da bancarelle di venditori ambulanti che occupano la carreggiata stradale commerciando dolci e prodotti alimentari in genere, mobili, abbigliamento e casalinghi. Fra i dolci venduti vi sono i famosi mostaccioli di farina e miele che assumono svariate forme (gallo, cuore, cane etc.) e che prendono il nome dialettale di 'nzuddu. Le strade interessate dalla fiera di san Rocco sono alcune vie e piazze del centro: via Roma, piazza Matteotti, piazza Giovanni Amendola, piazza della Libertà, via Cardone, via Cesare Battisti, via san Rocco e via Rocco Pugliese, che diventano un'isola pedonale per tutto il periodo della fiera. Fa eccezione l'edizione della fiera del 1996, che venne svolta all'interno dello stadio Giuseppe Lopresti invece che per le vie cittadine.

### La sfilata dei Giganti

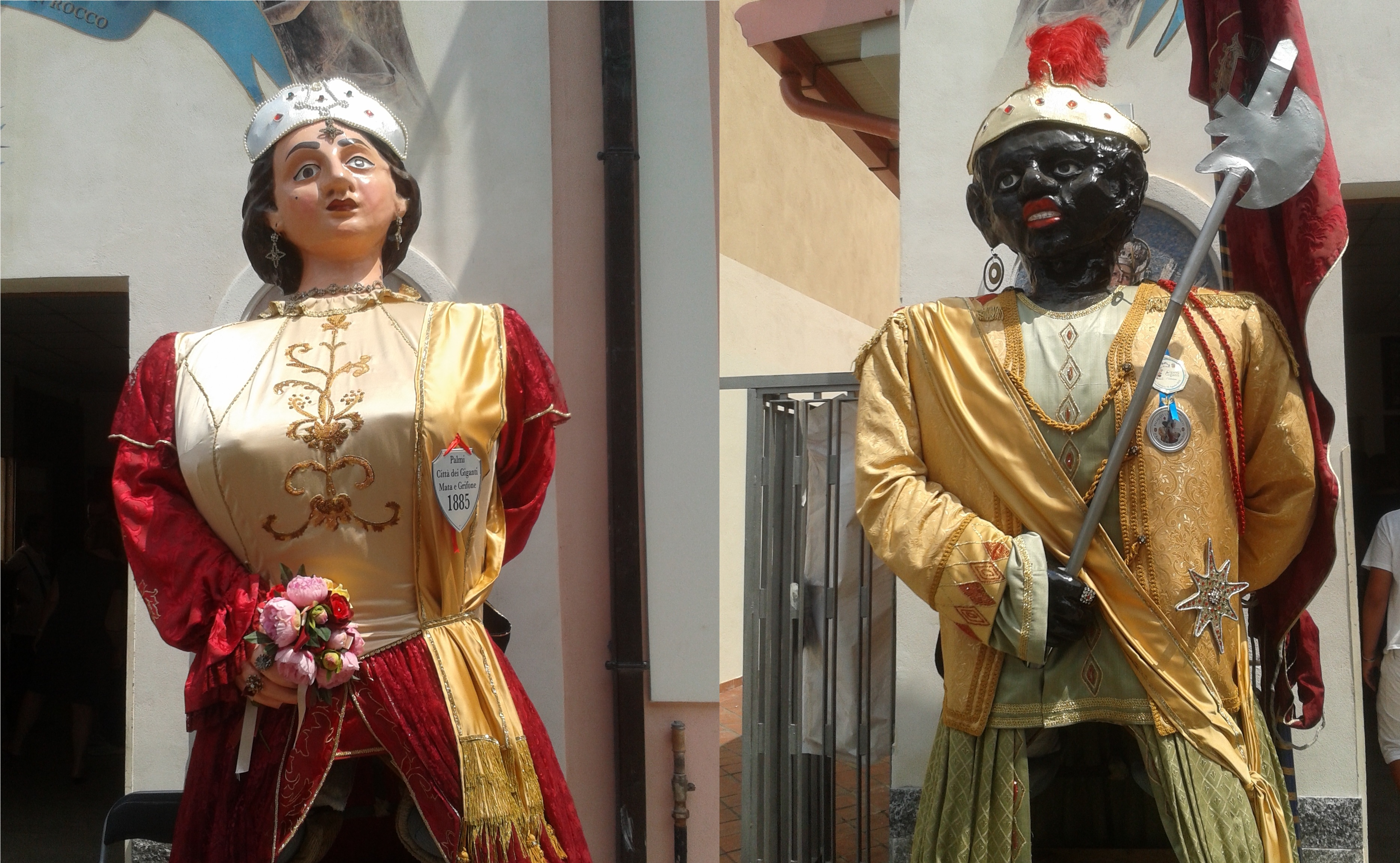
I giganti di Palmi, coppia di proprietà della congrega.

Nei giorni della festa, per le vie cittadine avviene la tradizionale "sfilata dei Giganti". I Giganti sono due alte e grandi statue in cartapesta con peso di circa 100 chilogrammi, che vengono portate a spalla per le strade, in occasione delle festività cattoliche cittadine, facendole roteare su sé stesse a simulazione di un ballo e al suono incalzante dei tamburi. I due Giganti vengono accompagnati del "complesso dei tamburinari" e da un palio con drappo di seta color cremisi, nei cui lati sono impressi lo stemma civico di Palmi ed il monogramma (M) della Madonna della Sacra Lettera, patrona e protettrice della città. La copia di Giganti utilizzata è quella realizzata nel 1885 dall'artista palmese Cicala, ed è di proprietà della congrega. Nel dettaglio la sfilata avviene nei seguenti giorni:
- 14 agosto intera giornata;
- 15 agosto intera giornata;
- 16 agosto mattina.[7]

Spesso la sfilata dei Giganti riesce a formare un lungo corteo di genitori e nonni che portano i piccoli affascinati dal danzare delle due statue.
Nel 2011 e nel 2012, il comitato organizzatore della festa ha svolto a Palmi un "raduno" di coppie di Giganti provenienti da vicini centri della Piana, nonché dalla provincia di Vibo Valentia.

### Concerti musicali
Al termine della processione di san Rocco, dopo le 22.00 circa, in piazza I Maggio viene svolto uno spettacolo musicale gratuito. Lo spettacolo, offerto negli ultimi anni dall'amministrazione comunale o dalla Provincia, ha visto esibirsi i seguenti artisti:
- 1996: Danilo Amerio;
- 1997: Michele Zarrillo;
- 1998: Audio 2;
- 1999: Mietta;
- 2000: Silvia Salemi;
- 2002: Massimo Di Cataldo;
- 2003: Piccola Orchestra Avion Travel;
- 2004: Francesco Renga;[59]
- 2005: Toquinho;[60]
- 2006: Paolo Belli;
- 2007: Dirotta su Cuba;
- 2008: Max Gazzè;[61]
- 2009: Gemelli Diversi;[62]
- 2010: Francesco Renga;[63]
- 2011: Giuliano Palma;[64]
- 2012: Frankie & Canthina Band;
- 2013: Paolo Belli;[65]
- 2019: Fabio Curto;
- 2021: Roy Paci.[66]

Inoltre in precedenza sono stati in concerto a Palmi per la festa di san Rocco artisti quali Roberto Vecchioni, Al Bano e Romina Power, Donatella Rettore, Fausto Leali, Rossana Casale.

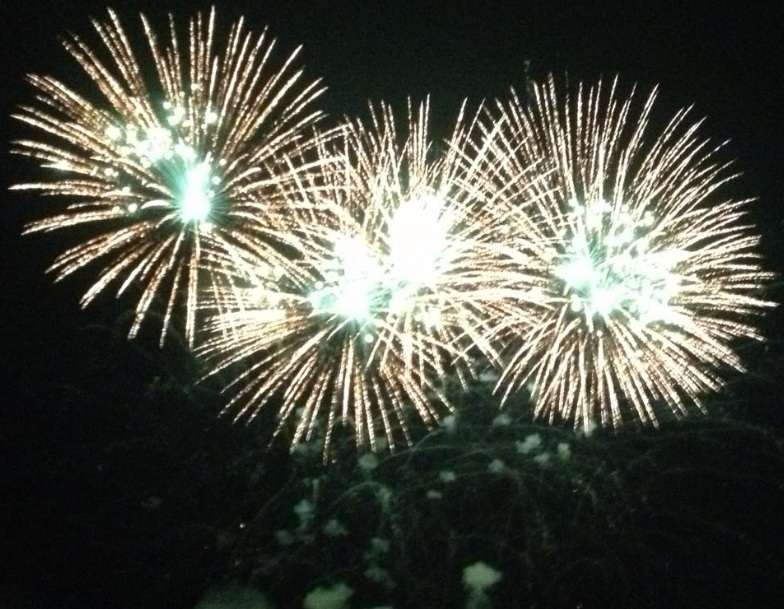
Immagine dello spettacolo pirotecnico del 2013.

### Spettacoli pirotecnici
In concomitanza con alcuni eventi della festa, per antica tradizione viene effettuato lo sparo di colpi di mortaretto. Nello specifico per l'inizio della novena, per la «calata di san Rocco», per il «saluto alla città» (la mattina del 16 agosto), per il «mezzogiorno della festa», e per l'inizio della processione di san Rocco.
Il vero e proprio spettacolo pirotecnico invece avviene solitamente a conclusione della festa, dopo la mezzanotte, al termine del concerto musicale in piazza I Maggio. Per alcuni decenni un ulteriore spettacolo pirotecnico, di durata inferiore a quello principale, veniva svolto all'arrivo in piazza I Maggio del simulacro di san Rocco, durante la processione.

## La devozione popolare

### Ex-voto
Gli ex-voto assumono, nella festa di san Rocco a Palmi, un ruolo importante che non è ritrovabile, in tali proporzioni, negli altri culti della zona. Oltre al già citato «corteo degli Spinati», sono forme di ex-voto della festa anche gli oggetti di metallo prezioso che formano il «tesoro di San Rocco», nonché gli ex-voto in cera.

#### Il «Tesoro di san Rocco»
Il «tesoro di san Rocco» consiste nella raccolta e conservazione di tutti gli ex voto in metallo pregiato che, nel corso dei secoli, i fedeli hanno donato o lasciato in eredità alla congrega come seguito di una grazia ricevuta per intercessione del santo. Nel 2010, per la prima volta, è stato redatto un inventario del «tesoro di san Rocco», comprendendo anche i doni fatti all'Immacolata Concezione, venerata nello stesso luogo di culto.
Infatti l'oggetto più prezioso della raccolta è la corona dell'Immacolata Concezione, risalente al 1856 ed offerta in dono da Nicolino Porchi. Sempre appartenente all'Immacolata è anche una statua con base in argento del 1861 donata da P. Savoia Governatore mentre gli oggetti più pregiati attribuibili alla statua di san Rocco sono formati dal cane, dal cappello e dalla borraccia che adornano la statua il giorno della festa. Questi tre oggetti sono stati donati dai fedeli Suriano, Cianducale, Pugliese, Sandulli e Porco nel 1921.
Altri piccoli oggetti in metallo prezioso sono stati donati dai fedeli a partire dal 1974 e, per ognuno di essi, vi è una foto con descrizione del peso, del nominativo del donatore e della data di donazione. Sempre nel 2010 è stata realizzata una teca blindata per esporre il tesoro in determinate occasioni.

#### Gli ex-voto in cera
Gli ex-voto in cera invece sono formati da oggetti modellati, nel suddetto morbido materiale, con forme di parti anatomiche, che testimoniano gravi malattie superate oppure operazioni chirurgiche subite. Tra questi vi sono occhi, seni, pancreas, gambe, cervello, fegato, stomaco, reni e cuore. Inoltre gli oggetti possono assumere la forma di bambinelli di cera, come testimonianza della grazia concessa dal santo a chi non aveva più speranza di poter avere figli, oppure di un'abitazione per ringraziare dell'avvenuta costruzione di una casa o di un libro a simboleggiare il conseguimento di un titolo di studio. La forma di ex-voto consistente in bambinelli di cera è anche un ricordo del passato dove era grande l'incidenza della mortalità infantile. Tutti questi ex-voto sono realizzati da artigiani locali e vengono deposti in chiesa sotto l'altare laterale di san Rocco.
Alcune copie di questi ex-voto in cera possono essere ammirate, durante tutto l'anno, nel museo di etnografia e folklore "Raffaele Corso" di Palmi.

#### La camminata in ginocchio
Un'altra forma di ex-voto, usata spesso in passato per grazia ricevuta, era effettuata dalle donne che camminavano scalze e percorrevano in ginocchio lo spazio compreso tra la porta d'ingresso della chiesa e l'altare.

#### La vestizione da pellegrino
Fino allo scorso secolo era usanza, durante la processione, di assistere al passaggio di alcune persone (soprattutto donne e bambini) vestite da pellegrini ad imitazione di san Rocco, indossando quindi un mantello, un cappello sulle spalle ed una zucca vuota ai fianchi, appoggiandosi ad un bastone.

### La reliquia
Una reliquia di san Rocco è custodita a Palmi nel "Sacrario diocesano" della diocesi di Oppido Mamertina-Palmi, realizzato nella cripta della chiesa del Santissimo Crocifisso.

### Canti, lodi e preghiere
In onore di san Rocco, nel corso dei secoli, la popolazione locale ha composto canti, lodi e preghiere che vengono riproposti durante i giorni della festa.
Questi scritti, realizzati soprattutto in dialetto locale da autori sconosciuti, raccontano e descrivono episodi della vita del santo. Le lodi arrivano ad avere come oggetto anche il cane che procurò il cibo al santo o il bastone che egli utilizzava per i pellegrinaggi. Spesso la fantasia popolare ha creato in questi canti delle originali versioni sulla storia del santo, che non hanno riscontro sulle biografie storiche.
Il musicista locale Giuseppe Grassi de Joannon compose invece, il 16 agosto 1840, una cantata dal titolo: "Melodramma in onore di san Rocco protettore della città di Palmi".

### Leggende
Attorno al santo miracoloso di Montpellier si diffusero in passato delle leggende che ancora oggi si tramandano e si ricordano.
La più famosa di esse narra che, nel XVI secolo, alcuni malintenzionati avessero nottetempo tentato di avvelenare l'acqua potabile del condotto idrico che passando dalle campagne di Seminara alimentava Palmi, e che questi furono dissuasi per intervento miracoloso di san Rocco che «li disperse a colpi del suo bastone».

### Il prenome Rocco
Fin dal XV secolo ai nuovi nascituri di Palmi viene dato, tra gli altri, il prenome Rocco. Ma è dopo le miracolose guarigioni evidenziate durante la peste che colpì Palmi nel 1656, nelle quali la popolazione testimoniò di aver ricevuto l'intercessione di san Rocco per la guarigione, che l'usanza del prenome Rocco ebbe un forte impulso e divenne il più diffuso in città. Nei decenni e nei secoli successivi, negli archivi parrocchiali, si registrò come detto l'aumento dell'uso del prenome Rocco e da ricerche effettuate si può stabilire che oltre duemila palmesi abbiano ricevuto alla nascita il prenome Rocco.

## Riconoscimenti

L'annullo filatelico del 2010 delle Poste Italiane.

- La festa di san Rocco a Palmi è nell'elenco delle feste popolari italiane del sito dell'Istituto centrale per la demoetnoantropologia di Roma;[13]
- Il 4 agosto 2010 le Poste Italiane hanno emesso un annullo speciale filatelico celebrativo della festa di san Rocco a Palmi;[17]

## La festa nei mass media
- Nel 1978, la prima puntata del programma televisivo Le Indie di quaggiù, realizzato dalla Rai e riproposto nel 2020 su Rai Storia, dal titolo «la maschera e le spine» è dedicato al culto di san Rocco a Palmi e al corteo degli Spinati;[76]
- Nel 2002 la puntata intitolata «San Rocco» del programma televisivo I santi del popolo, trasmesso su TV2000, è dedicata interamente alla festa di Palmi, con commenti dello scrittore Erri De Luca e degli storici locali Mario Bagalà e Domenico Ferraro;
- Nel 2005 il programma televisivo Gentes, trasmesso su Rete 4, ha mandato in onda il documentario dal titolo «Il Culto di san Rocco di Montpellier a Palmi e gli spinati»;[77]
- Nel 2009 il programma televisivo Unomattina, trasmesso su Rai 1, ha mandato in onda un servizio con immagini e interviste sulla processione di san Rocco a Palmi;
- Il quotidiano nazionale La Stampa ha dedicato due articoli alla festa di san Rocco a Palmi. Il primo nel 2014 da titolo «Palmi, processione con gli spinati»[2] ed il secondo nel 2016 con il titolo «San Rocco a Palmi il 16 agosto è un evento religioso molto sentito in Calabria».[16]
- La puntata del 14 agosto 2022 del programma di Rai 1 A Sua immagine, narrando dei «santi di agosto», ha descritto la figura di san Rocco anche con un filmato che mostrava e spiegava la festa di san Rocco a Palmi.[78]

## Monumenti

### Fonte di San Rocco
La Fonte di San Rocco è una fontana monumentale dedicata all'omonimo santo. L'opera venne promossa, nel 2009, dall'associazione cittadina denominata "Prometeus", per realizzare un nuovo monumento nello stesso luogo dove, fino al XIX secolo, sorgeva il "pozzo di San Rocco", fontana che serviva per l'approvvigionamento idrico di gran parte della città.
La fontana venne realizzata nel 2010 dall'artista Maurizio Carnevali su progetto dell'architetto Carmelo Bagalà. I fondi vennero reperiti tramite donazioni volontarie della popolazione o grazie a iniziative di vario genere. Lo slogan della raccolta fondi fu: «Quando il sogno di un piccolo gruppo diventa il sogno della collettività, è molto probabile che possa trasformarsi in realtà». La sua inaugurazione avvenne il 12 agosto dello stesso anno, all'interno degli eventi della festa di San Rocco.
La fontana riproduce una scultura bronzea di San Rocco adagiato, con il cagnolino, nell'atto di abbeverarsi. La scultura è posizionata sopra una base di granito.

## Curiosità
- A Palmi la figura di san Rocco è rappresentata anche nell'oggetto d'arte più prezioso, per fede, della città, e cioè il reliquario del Sacro Capello. Il santo di Montpellier è raffigurato, con san Giovanni Battista, nella base in argento del reliquiario stesso.[81]
- Il maggior scrittore palmese, Leonida Repaci, nel suo libro Storia dei Rupe, racconta tramite la suggestiva e surreale narrazione di un immaginario evento tellurico, la forte devozione del popolo palmese nei confronti di san Rocco.[21]

### Esplicative
1. ↑  Il secondo in assoluto dopo la Varia di Palmi, inserita nella Rete delle grandi macchine a spalla italiane, a sua volta patrimonio orale e immateriale dell'umanità dell'UNESCO, che però non ha una cadenza annuale di celebrazione.
2. ↑  Scrittore e storico locale, già sindaco di Palmi.
3. ↑  Il cappello, di scuola napoletana, fu donato dal devoto Alessandro Cosma e viene collocato alle spalle della statua.
4. ↑  La conchiglia, di bottega napoletana, fu donata dal devoto D. Porco.
5. ↑  Durante la novena, dal 7 agosto al 15 agosto, vengono svolte due celebrazioni eucaristiche, una al mattino ed una nel tardo pomeriggio.
6. ↑  La data di «risalita» della statua di san Rocco può variare, specie negli anni in cui viene celebrata la Varia di Palmi, in modo da non sovrapporla con altre manifestazioni cittadine.
7. ↑  Regolamento Comunale per il commercio su aree pubbliche (Approvato con Del. C.P. n. 77 del 14/05/2007), art. 10 lett. h): Festa di San Rocco.

### Bibliografiche
1. 1 2  Guida Touring, pag. 628.
2. 1 2 3 4 5 6 7 8 9 10 11 12   La Stampa viaggi "Palmi, processione con gli spinati" «Incastonata in un magnifico scenario naturale, la località in provincia di Raggio Calabria è nota nel mondo per le sentite celebrazioni del 16 agosto in onore di San Rocco», su lastampa.it. URL consultato il 22 settembre 2014 (archiviato dall'url originale il 14 settembre 2014).
3. 1 2 3 4 5   I festeggiamenti in onore di San Rocco, su sanroccopalmi.eu. URL consultato il 16 settembre 2014 (archiviato dall'url originale il 30 ottobre 2013).
4. 1 2 3 4 5 6 7   La Processione di San Rocco a Palmi, su sanroccopalmi.eu. URL consultato il 16 settembre (archiviato dall'url originale il 30 ottobre 2013).
5. 1 2 3   Gli Ex voto, su sanroccopalmi.eu. URL consultato il 16 settembre 2014 (archiviato dall'url originale il 30 ottobre 2013).
6. 1 2 3 4 5 6 7   Processione parte finale [collegamento interrotto], su sanroccopalmi.eu. URL consultato il 16 settembre 2014.
7. 1 2 3 4 5 6 7 8 9 10   Plenair Online "Spinati e Giganti", su pleinair.it. URL consultato il 13 aprile 2013.
8. 1 2 3 4   Programma tradizionale della Varia di Palmi, su web.tiscali.it. URL consultato il 12 aprile 2013 (archiviato dall'url originale il 5 ottobre 2013).
9. ↑   Fuochi di San Rocco PALMI 16/08/2013, su YouTube, 17 agosto 2013,  a 14 min 06 s. URL consultato il 22 settembre 2014.
10. 1 2 3 4 5 6 7 8 9 10   Mostra alla Galleria 291 Est di Roma sul "Corteo degli Spinati" di Palmi, Novembre-Dicembre 2010, su galleria291est.com. URL consultato il 13 aprile 2013 (archiviato dall'url originale il 29 ottobre 2013).
11. 1 2 3 4 5 6 7 8 9 10 11 12 13   LA FESTA DI SAN ROCCO A PALMI, su arteculturafotoin.it. URL consultato il 22 settembre 2014 (archiviato dall'url originale il 16 ottobre 2014).
12. 1 2 3 4 5 6 7 8  Ferraiuolo, p. 79.
13. 1 2 3   Feste e tradizioni » Feste » Calabria » San Rocco a Palmi, su idea.mat.beniculturali.it. URL consultato l'11 ottobre 2014.
14. 1 2   San Rocco 16 agosto Palmi - Home, su sanroccopalmi.eu. URL consultato il 16 settembre 2014 (archiviato dall'url originale il 17 ottobre 2014).
15. 1 2  Guida Touring 2003, pag. 154.
16. 1 2  La Stampa, 28 luglio 2016, pag. 29.
17. 1 2   Annulli filatelici delle Poste Italiane dell'agosto 2010, su fsfi.it. URL consultato il 13 aprile 2013.
18. 1 2  Ferraro, p. 16.
19. 1 2  Leopardi, pag. 149.
20. 1 2 3 4 5   Festeggiamenti di San Rocco a Palmi, su vaticano.com. URL consultato il 13 aprile 2013.
21. 1 2 3  AA.VV., cap. 6.
22. 1 2 3 4 5 6 7 8 9 10 11 12 13 14 15 16 17 18   Festa grande a Palmi in onore di San Rocco, su costaviolaonline.it. URL consultato il 17 settembre 2014.
23. ↑  De Salvo, p. 257.
24. ↑  Ferraro, pag. 28.
25. 1 2  Lovecchio, pag. 70.
26. ↑  Guardata, pag. 36.
27. ↑  Romeo Baldari, pag. 46.
28. ↑  Calogero, pag. 10.
29. ↑  Lovecchio, pag. 59.
30. ↑   PALMI La fonte di San Rocco - Un'idea che si fa simbolo di un popolo, su costaviolaonline.it. URL consultato l'11 febbraio 2013.
31. ↑   Nell'anno della pandemia, domenica 16 agosto 2020 a Palmi la festa di San Rocco senza processione, su corrierelocride.it. URL consultato il 18 agosto 2020 (archiviato dall'url originale il 27 settembre 2020).
32. 1 2 3 4 5   Bottega calabrese sec. XIX, San Rocco - Scheda su BeWeb, su beweb.chiesacattolica.it. URL consultato il 17 giugno 2019.
33. 1 2  AA.VV., p. 21.
34. 1 2  Ferraro, pag. 22.
35. ↑   Viaggiare in Calabria, Festa di San Rocco, Palmi, su viaggiareincalabria.com. URL consultato il 22 settembre 2014 (archiviato dall'url originale il 16 ottobre 2014).
36. ↑   Argentiere napoletano (1832-1839), Cane di San Rocco, su beweb.chiesacattolica.it. URL consultato il 17 giugno 2019.
37. ↑   Argentiere napoletano (1832-1839), Borraccia di San Rocco, su beweb.chiesacattolica.it. URL consultato il 17 giugno 2019.
38. 1 2 3 4 5   Bottega calabrese secc. XVIII-XIX, Pedana processionale verde e oro, su beweb.chiesacattolica.it. URL consultato l'11 giugno 2020.
39. ↑   Festa di San Rocco - Palmi - 16 agosto, su YouTube, 18 dicembre 2012,  a 00 min 55 s. URL consultato il 24 settembre 2014.
40. 1 2  Lovecchio, pag. 74.
41. 1 2 3   Festa di San Rocco e gli Spinati - Palmi (Reggio Calabria) 16 Agosto, su mariodalfonso.com. URL consultato il 24 luglio 2014.
42. ↑   le tradizioni, su sanroccopalmi.eu. URL consultato il 16 settembre 2014 (archiviato dall'url originale il 30 ottobre 2013).
43. 1 2  Ferraro, pag. 20.
44. ↑   La discesa dall'altare [collegamento interrotto], su sanroccopalmi.eu. URL consultato il 16 settembre 2014.
45. 1 2 3  AA.VV., p. 25.
46. ↑  Ferraro, pag. 21.
47. ↑   L'uscita dalla chiesa [collegamento interrotto], su sanroccopalmi.eu. URL consultato il 16 settembre 2014.
48. ↑  Lovecchio, pag. 75.
49. ↑  AA.VV., p. 22.
50. 1 2 3 4   Gli Spinati di San Rocco, su taccuinoaltrove.wordpress.com. URL consultato il 24 luglio 2014.
51. ↑   MARIS - Le tradizioni della Calabria, su mariscalabria.it. URL consultato il 13 aprile 2013 (archiviato dall'url originale il 5 ottobre 2013).
52. ↑  Cutulli, p. 48.
53. 1 2 3  AA.VV., p. 26.
54. ↑  Ferraro, pag. 23.
55. ↑   "Vibonese"- Marcia Militare - Nino Ippolito, su YouTube, 31 agosto 2013,  a 2 min 55 s. URL consultato il 10 ottobre 2014.
56. ↑   Festa di San Rocco di Palmi (Rc) 16 agosto Part 2., su YouTube, 17 luglio 2011,  a 04 min 13 s. URL consultato il 24 settembre 2014.
57. ↑   Festa di San Rocco di Palmi (Rc) 16 agosto Part 3, su YouTube, 17 luglio 2011,  a 03 min 00 s. URL consultato il 24 settembre 2014.
58. 1 2   Palmi - Raduno dei Giganti 2012, su YouTube, 8 agosto 2012,  a 11 min 21 s. URL consultato il 24 settembre 2014.
59. ↑   Viaggi di musica, su it.groups.yahoo.com. URL consultato il 20 luglio 2014 (archiviato dall'url originale il 12 agosto 2014).
60. ↑   Notizie sugli Spettacoli dal 16/5 al 6/8, su nuovacosenza.com. URL consultato il 20 luglio 2014.
61. ↑   Manifestazioni estive in Calabria, su lavocedelsavuto.it. URL consultato il 20 luglio 2014 (archiviato dall'url originale l'8 agosto 2014).
62. ↑   Su YouTube un video dei Gemelli Diversi al concerto di Palmi il 16 agosto, su gdv.fansblog.it. URL consultato il 5 marzo 2013 (archiviato dall'url originale il 20 ottobre 2013).
63. ↑   Scheda sul concerto di Renga a Palmi, su radiovasco.com. URL consultato il 5 marzo 2013.
64. ↑   Scheda su concerto di Giuliano Palma, su citynow.it. URL consultato il 5 marzo 2013 (archiviato dall'url originale il 22 febbraio 2014).
65. ↑   Paolo Belli Big Band a Palmi, su turismoincalabria.it. URL consultato il 20 luglio 2014.
66. ↑   Presentato il cartellone degli eventi estivi promossi dalla Città metropolitana, su ilreggino.it.
67. ↑  AA.VV., p. 24.
68. ↑  Ferraro, pag. 24.
69. ↑  Paule Lerou, p. 204.
70. ↑  AA.VV., p. 38.
71. ↑  Lovecchio, pag. 72.
72. ↑  Bagalà, p. 16.
73. ↑   GRASSI DE JOANNON, Giuseppe - Dizionario Biografico degli Italiani - Volume 58 (2002), su treccani.it. URL consultato il 9 marzo 2015.
74. 1 2  Lovecchio, pag. 71.
75. 1 2  Bagalà, p. 23.
76. ↑   PALMI FESTA DI SAN ROCCO - RAI STORIA, su YouTube, 20 aprile,  a 00 min 00 s. URL consultato il 14 giugno 2020.
77. ↑   Biografia di Oreste Pace, collaboratore del servizio di Rete 4, su kessel.it. URL consultato il 13 aprile 2013 (archiviato dall'url originale il 22 novembre 2012).
78. ↑   A Sua immagine - Puntata del 14/08/2022, su raiplay.it.
79. 1 2 3 4 5   Articolo sulla Fonte di san Rocco, su costaviolaonline.it. URL consultato l'11 febbraio 2013.
80. ↑   eccellenzecalabresi.it Palmi: in soli otto mesi ideata progettata e realizzata la Fonte di San Rocco, su eccellenzecalabresi.it. URL consultato il 16 giugno 2013 (archiviato dall'url originale il 23 settembre 2015).
81. ↑  Giuseppe Cricrì, pag. 34.